# ハッピーロード大山商店街

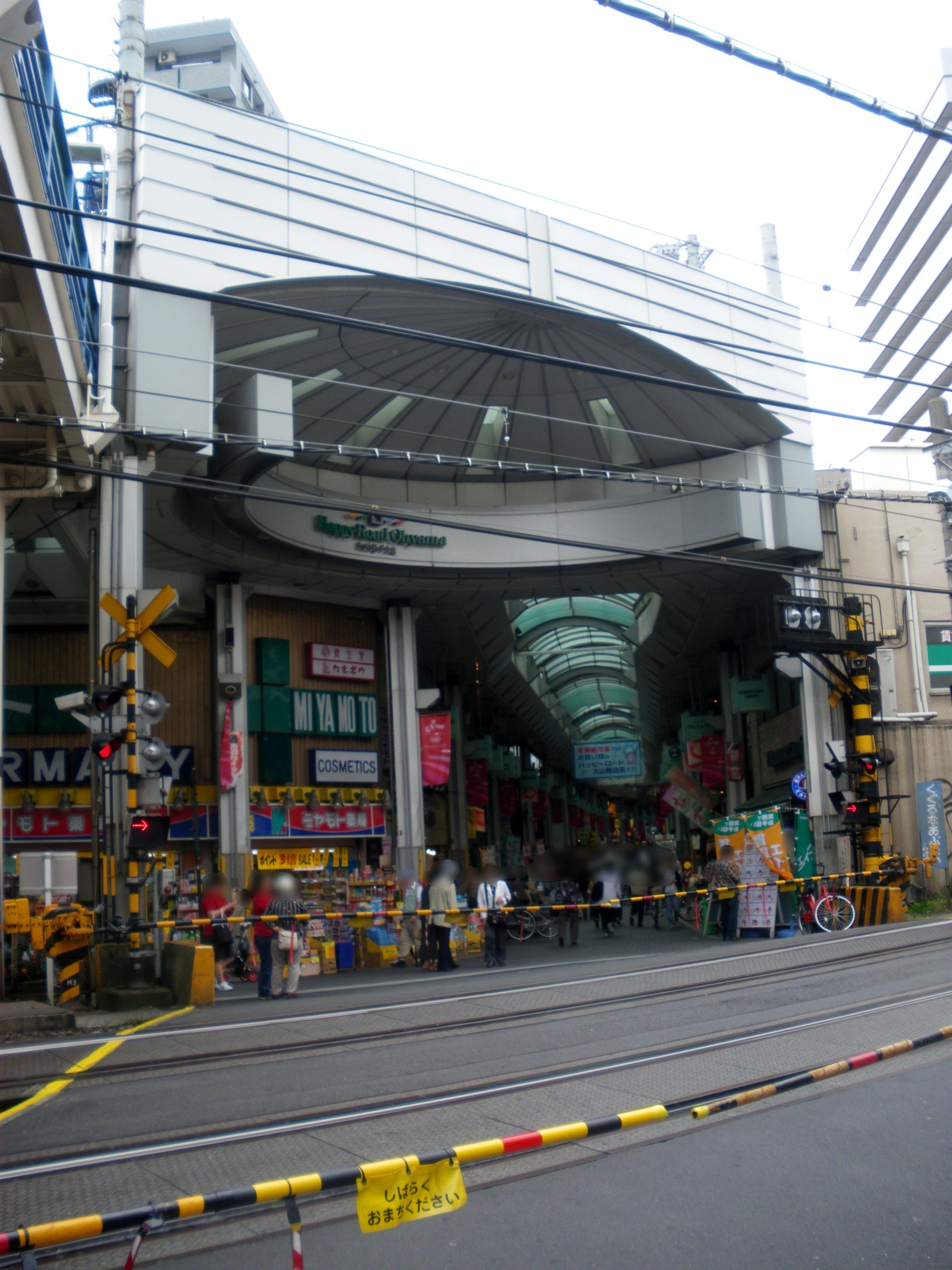
ハッピーロード大山商店街

ハッピーロード大山商店街（ハッピーロードおおやましょうてんがい）は、東京都板橋区にある商店街。
旧川越街道上に位置しており、西端で国道254号（川越街道）に接する。その国道254号沿いから東へ、東武東上線大山駅前で南に折れる形で延びている。延長560mのアーケードを有し、店舗の多くはアーケード沿いに所在する。

## 概要
西側区間は東京都道420号鮫洲大山線（補助26号線）の一部をなす。一方、東側はハッピーロード大山商店街から遊座大山商店街、さらに板橋四ツ又商店街まで、歩道や駐車・駐輪スペースなど連携して整備と維持管理が行われている。
ハッピーロード大山商店街は、第二次世界大戦前に旧川越街道沿いに自然発生的に立ち並んだ商店群、あるいは戦後に東武東上線大山駅周辺に集まった100軒を超える闇市から成長して発展した。
1961年（昭和36年）には歩行者天国が導入された（導入当初は13時から20時）。
1977年（昭和52年）に「大山銀座商店街振興組合」と「協同組合大山銀座美観街」の2つの商店街が合併。この時点では「ハッピーロード」は商店街の愛称だった。合併の背景には、東武東上線でつながっている池袋にサンシャインシティがオープンすることで「買い物客を奪われる」と危機感を抱いたことに加え、商店街を通る補助26号線（東京都道420号）の拡幅が計画されたことから、アーケードの設置で拡幅計画を阻止する目的があったとされている。
二つの商店街はライバル関係にあったが、双方の専門店主たちが会員となっている東京板橋専門店会（1952年発足）のもとで融和が進み、合併し、さらに1978年（昭和53年）4月にアーケードが完成した。
1983年（昭和58年）、愛称に合わせて組合の正式名称を「ハッピーロード大山商店街振興組合」として登録した。
2005年（平成17年）にはアンテナショップ「とれたて村」が開業した（後述）。
2006年5月に「がんばる商店街77選」に選ばれた。
キャッチコピーは「一生づきあいします」。ちなみに、マスコットキャラクター「みらいくん」と「ゆめこちゃん」の名付け親は、地元出身タレントの城咲仁である（名前は一般からの公募で決定されたが、当時子供だった城咲が応募した名前が採用されたという）。

## 補助26号線拡幅計画
前述の通り補助26号線の整備計画があり、2015年2月に事業認可を受けている。整備区間は板橋区大山町地内の375ｍで、東京都健康長寿医療センター（旧養育院）前の整備済区間を経由して山手通り・中山道に接続する。
当該区間には東武東上線も通っており、事業のネックになっていたが2019年に高架化が決定された。ただ、完成すると商店街が分断される形になるため、住民の間には反対運動もある。
2024年（令和6年）3月22日、商店主ら9人が商店街振興組合と施工業者を相手にアーケードの一部解体工事の中止を求める仮処分を東京地方裁判所に申し立てた。
なお商店街と補助26号線の交差部には「大山町クロスポイント周辺地区」（愛称：クロス大山）の名称が付けられており、高層マンション等を中心とした再開発が進められている。

## とれたて村
とれたて村は、商店街の中央部に位置するアンテナショップである。商店街で発生していた空き店舗問題への対策として物産店を常設化することとなり、2005年に開設された。商店街が運営主体であり、地方自治体や第三セクターが出店している。
とれたて村の開設は、商店街の歩行者通行量の増加の要因の一つとされているほか、消費者に対して食の安心や故郷イメージを付加している。また、がんばる商店街77選などの受賞につながった。

## テレビ番組
- 日経スペシャル カンブリア宮殿 「売れない時代の流通の王者たち」（2008年9月22日、テレビ東京）- 出演：ハッピーロード大山商店街 常任理事 小原貢久[15]。